# Ostrowite (Powiat Słupecki)
Ostrowite (deutsch Ostrowite, 1943–1945 Naßwerder) ist ein Dorf und Sitz der gleichnamigen Landgemeinde im Powiat Słupecki der Wojewodschaft Großpolen in Polen.

## Gemeinde
Zur Landgemeinde Ostrowite gehören 20 Ortsteile (deutsche Namen bis 1945) mit einem Schulzenamt.
| Doły Giewartów Giewartów-Holendry Gostuń Grabina Izdebno Jarotki Kania Kąpiel Kosewo Mieczownica | Naprusewo Ostrowite (Ostrowite, 1943–1945 Naßwerder) Przecław Sienno Siernicze Wielkie Skrzynka Mała Stara Olszyna Szyszłowo Tomaszewo |

Weitere Ortschaften der Gemeinde sind:
| Borówiec Brzozogaj Chrzanowo Hejna Kierz Koszary Jarockie Lipnica Lucynowo | Milejewo Pieńki Salamonowo Siernicze Małe Świnna Tomiszewo Tumidaj Wiktorowo |